# San Telmo (Buenos Aires)

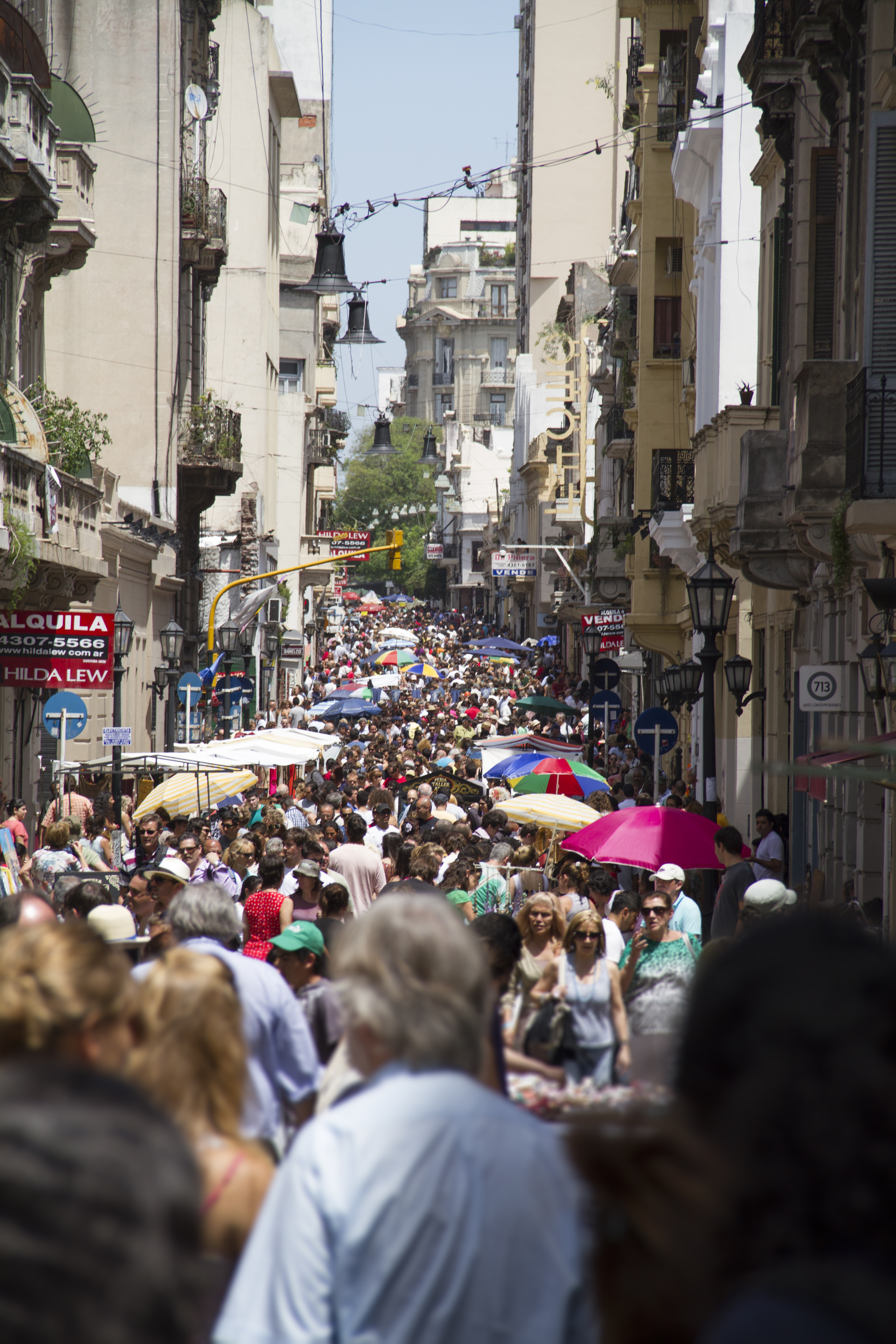
Feira de San Telmo em Novembro de 2012

San Telmo é um bairro da cidade argentina de Buenos Aires. O bairro de San Telmo é conhecido como o bairro boémio da cidade, nele encontram-se muitos antiquários e os famosos cafés tradicionais argentinos. No bairro também pode-se encontrar um grande número de albergues com valores acessíveis.
Um programa imperdível é visitar a Feira de San Telmo, que acontece todos os domingos. O local, além das muitas barraquinhas com antiguidades, abriga artistas locais de todos os gêneros: de dançarinos de tango a mímicos, sendo palco, também, de artistas anônimos, em busca de alguns trocados e diversão.

## História

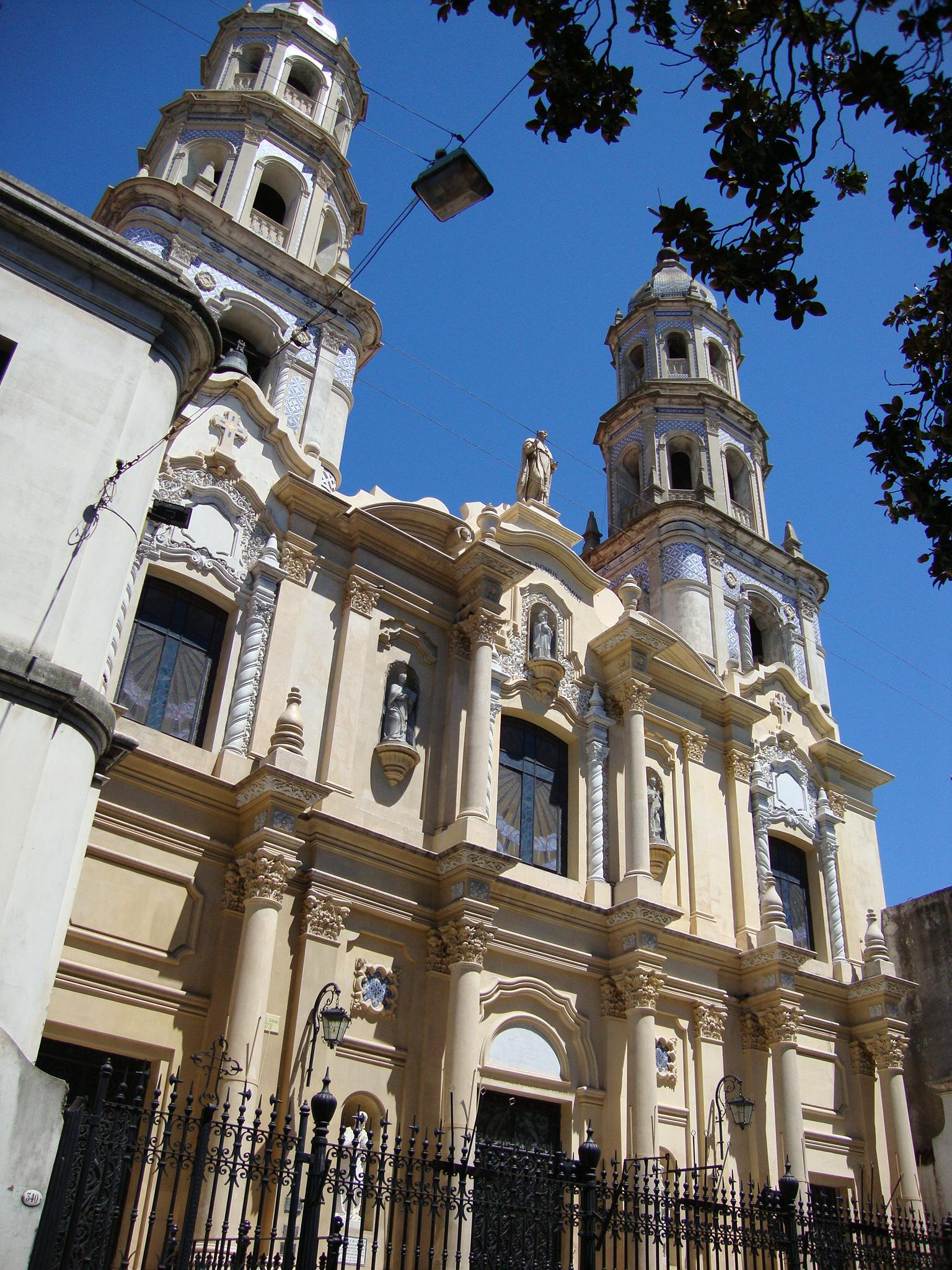
Igreja de Belém.

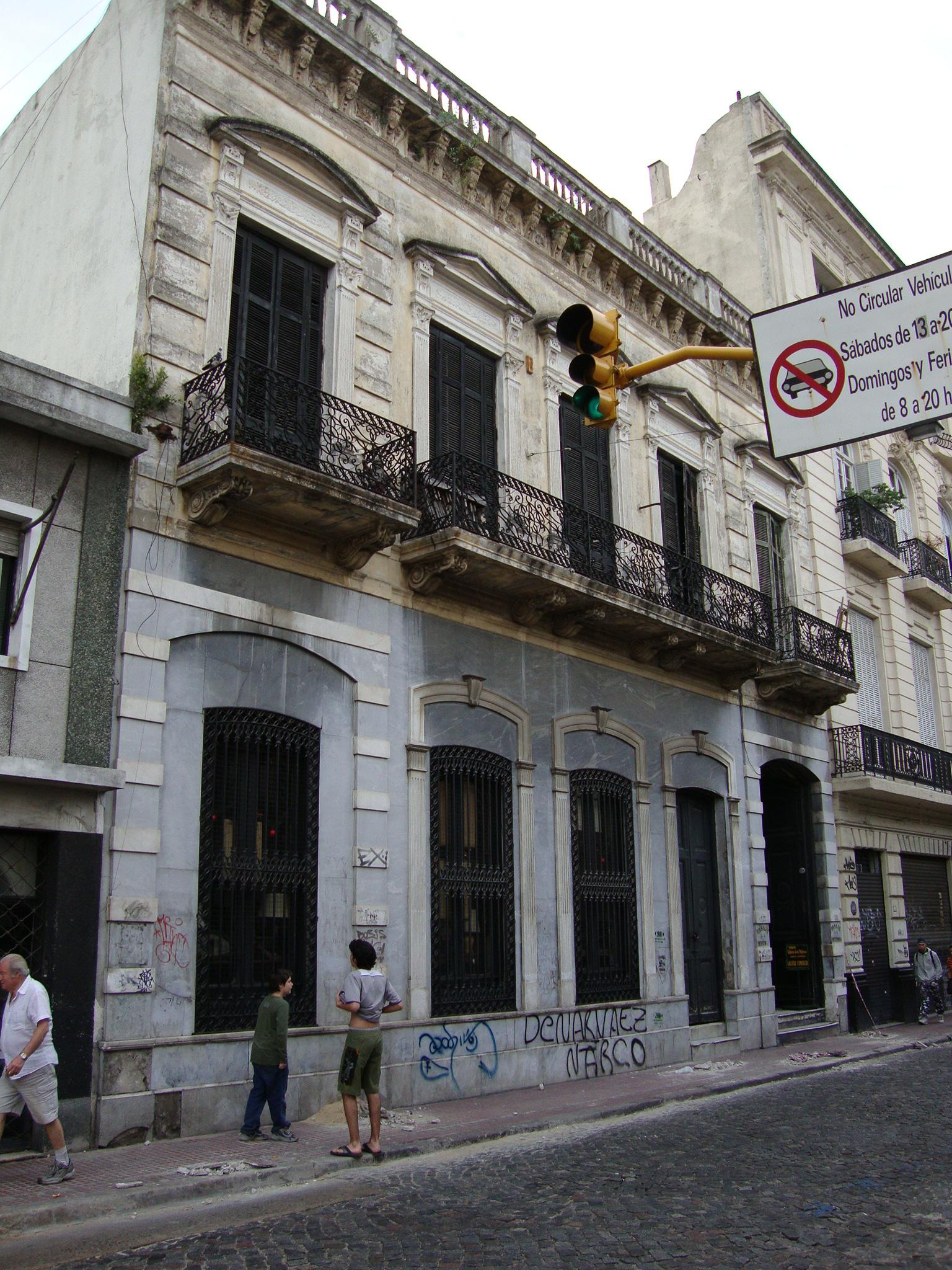
La Casa de los Ezeiza, depois conventillo e atual galeria de antiguidades.

En suas origens, a área foi se povoando com trabalhadores portuários, e se encontrava fora da área urbano, limitada aos arrededores da Plaza de Mayo. Ademais, o arroio Tercero del Sur a separava físicamente, especialmente quando transbordava com as chuvas. Como o lugar estava em um platô, era conhecido como el Alto. O principal local onde se assentaram os moradores era a Rua Real, atual Rua Defensa, que conectava diretamente a Plaza Mayor (hoje Plaza de Mayo) com a margem do rio.
En 1748, em um terreno doado pelo vizinho Don Ignacio Bustillo y Zeballos, a ordem dos jesuítas começou a construção da Iglesia de Nuestra Señora de Belén, junto à qual se instalou a Casa de Ejercicios Espirituales. Por esta última, começou a ser conhecido como o bairro da Residência. Quando em 1767 os jesuítas foram expulsos da América pelo Reino da Espanha, os betlemitas assumiram a igreja em 1785, e a "residência" começou a ser usada como uma prisão
Quando em 1806 se criou a Parroquia de San Pedro González Telmo, a Iglesia de Belén foi eleita como templo provisório, esperando a construção da Igreja consagrada a esse santo, que nunca seria executada. Assim, o bairro começou a ser chamado Alto de San Pedro. Em uma lacuna situada sobre a Rua Defensa, foi criado no fim do século XVIII um lugar de parada para veículos que vinham com mercadorias de Riachuelo, conhecido como o Hueco del Alto ou o Alto de las Carretas. Ali, os portenhos juraram Independência da Espanha, firmada em Tucumán em 1816. A praça foi chamada del Comercio em 1822, e na década de 1860 se estabeleceu o Mercado, que permaneceu até que em 1897 se inaugurou o atual Mercado San Telmo. Pouco depois, a praã foi chamada Coronel Dorrego.
San Telmo foi habitada por famílias tradicionais de Buenos Aires como Domingo French e Esteban Echeverría , até que a epidemia de febre amarela de 1871 os fez mudar para o norte. Assim começaram a alugar suas casas antigas para inmigrantes europeus que na mesma época começaram a chegar em grande número, por uma política do Governo Nacional. Buscando a sorte, eles se instalavan precariamente nos chamados conventillos.
Nessas décadas, como arquitetura moderna começou a se espalhar na Argentina, começou a demolição e alteração de vários edifícios no bairro, perdendo parte de seus principais patrimônios. Recentemente, em 1970, graças à iniciativa do arquiteto José María Peña, fundador do  Museu da Cidade, foi criado na Plaza Dorrego a  Feira de coisas velhas e Antiguidades de San Pedro Telmo, dedicado a antiguidades e objetivando que os portenhos valorizassem seu patrimônio histórico. Com o passar dos anos, se formou um pequeno polo de antiquários pitorescos que começaram a atrair turistas e foi a semente da impressão atual que o bairro passa.
Em 1978, o bairro sofreu uma drástica modificação quando Osvaldo Cacciatore finalizou o projeto de ampliação de velhas avenidas. Assim, as ruas Independência, San Juan e Garay foram expandidas e todos os seus edifícios de antes de 1910 foram demolidos, incluindo a Casa de Orange, a mais antiga de pé da cidade (século XVII). Em 1979, o arquiteto Peña liderou o projeto de distrito U.24 (Privado 24), uma área de 120 quarteirões do Bairro Sul em que deveriam manter intactas os patrimónios históricos, e as que fossem construídas no futuro deveriam ter estilo contemporâneo, para não serem confundidas com as autênticas. Essa lei controversa seria o primeiro passo para a preservação da arquitetura antiga da cidade. Em 1982,a U24 evoluiu para APH1 (Área de Proteção Histórica).

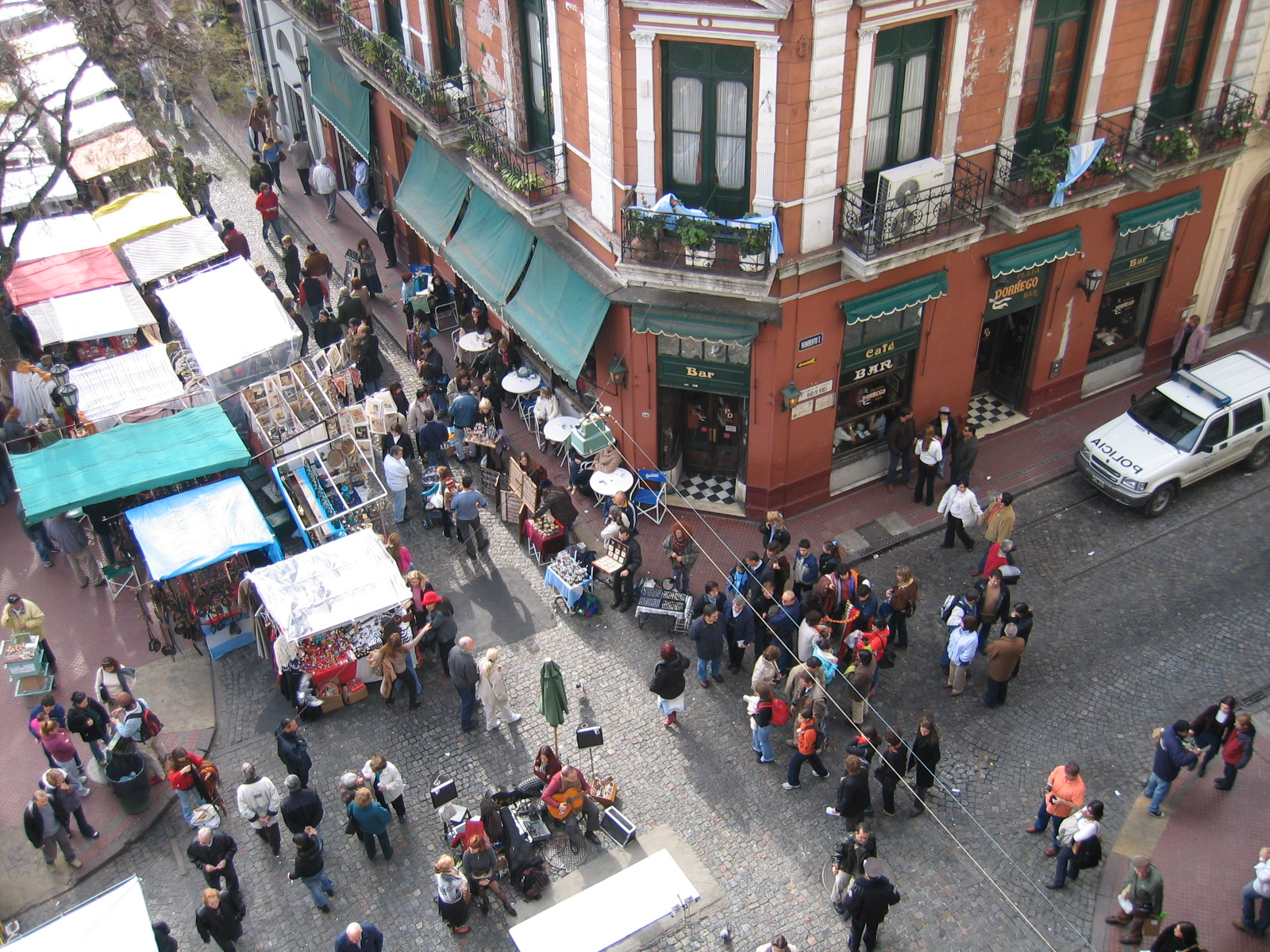
Plaza Dorrego.

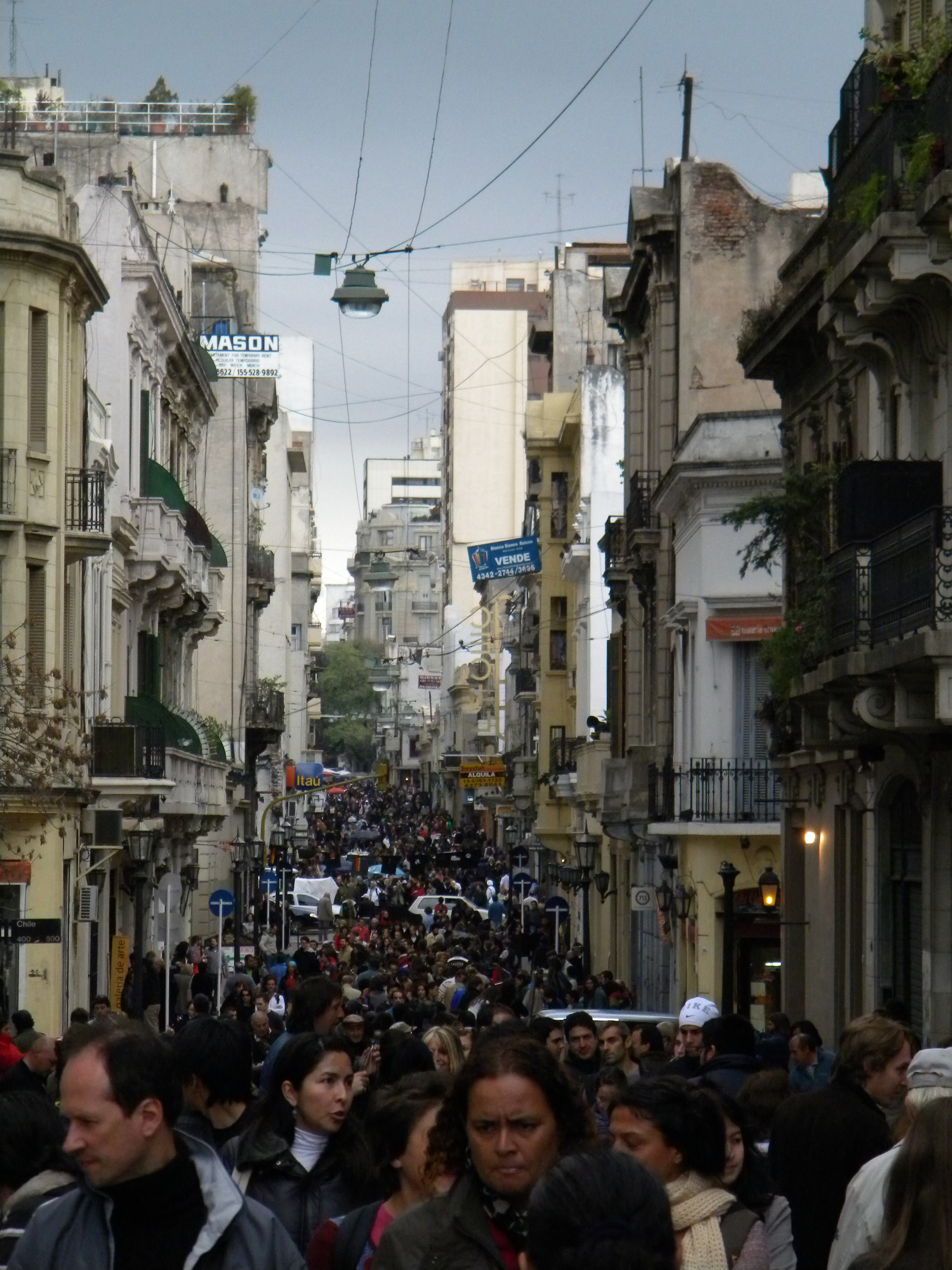
Gente caminhando pela Rua Defensa.